# Таблиця народів

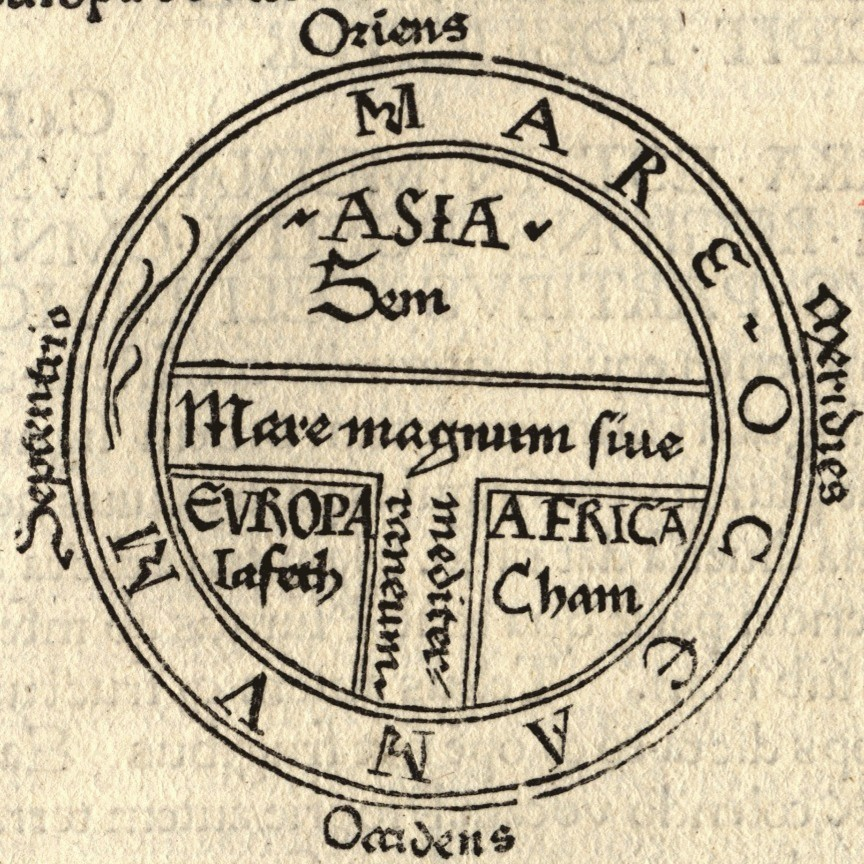
Т і О карта із зазначенням розподілу частин світу між трьома синами Ноя

Таблиця народів — у джерелах Середніх Віків рід біблійного патріарха Ноя. Ной мав трьох синів Сима, Хама і Яфета. За Біблією всі люди на землі після потопу походять від цих трьох синів Ноя. До Хама відносять всіх чорношкірих людей і частину азіатів і американських індіанців. До Сима — близькосхідні народи (євреї, араби тощо). Яфет породив європейські і частину азійських народів.

## Розселення
Згідно з найбільш поширеною версією, Ной зі своїми дітьми після потопу висадився на схилах гори Арарат. Звідти він і його нащадки розселилися вздовж річок Тигр і Євфрат, заповнивши стародавнє Межиріччя. При цьому Симу і Хаму дісталися вотчини в південному Вавилоні, а родом Яфета в північній його частині. Так на середньовічній карті світу — Orbis terrae, Ісидора з Севільї початку 7 століття, надрукованої у 1472 році видно імена трьох синів Ноя континентальної Азії (Сим), Європи (Яфет) та Африки (Хам).